# International Journal of Cancer
Das International Journal of Cancer, abgekürzt Int. J. Cancer, ist eine wissenschaftliche Zeitschrift, die von dem Wiley-Verlag veröffentlicht wird. Die erste Ausgabe erschien im Januar 1966. Derzeit erscheint die Zeitschrift alle zwei Wochen. Es werden Artikel aus den Bereichen der experimentellen und klinischen Krebsforschung publiziert. Folgende Artikelkategorien existieren in der Zeitschrift:
- Krebsentstehung
- Krebszellbiologie
- Krebsgenetik
- Infektiöse Krebsursachen
- Tumorimmunologie
- Früherkennung und Diagnose
- Epidemiologie
- Krebstherapie

Der Impact Factor lag im Jahr 2015 bei 5,531. Nach der Statistik des ISI Web of Knowledge wird das Journal mit diesem Impact Factor in der Kategorie Onkologie an 29. Stelle von 213 Zeitschriften geführt.
Chefherausgeber ist Peter Lichter, Deutsches Krebsforschungszentrum, Heidelberg.